# Часовня (Сернурський район)
Часо́вня (рос. Часовня, марій. Часамлаял) — присілок у складі Сернурського району Марій Ел, Росія. Входить до складу Зашижемського сільського поселення.

## Населення
Населення — 14 осіб (2010; 15 у 2002).
Національний склад (станом на 2002 рік):
- марі — 100 %